# Neoscona marcanoi
Neoscona marcanoi là một loài nhện trong họ Araneidae.
Loài này thuộc chi Neoscona. Neoscona marcanoi được Herbert Walter Levi miêu tả năm 1993.